# مسجد الحفصية
مسجد الحفصية هو مسجد تونسي، يقع في حي الحفصية شمال مدينة تونس العتيقة في تونس العاصمة.

## المكان
يقع المسجد في 23 نهج عاشور.

## التسمية
يستلهم المسجد اسمه من حي الحفصية، والذي يعرف قديما باسم الحارة، حيث كان مأهولا إلى حد كبير من قبل يهود تونس.

## التاريخ
تم بناء المسجد في حكم محمد الأمين باي، حيث بدأت الأشغال في 1954 (1372 هـ) بفضل تمويل الوطني صالح بن علي بن بلقاسم بوزنبيلة الدويري، وانتهت في 1956 (1375 هـ)، كما هو مكتوب على اللوحة التذكارية.

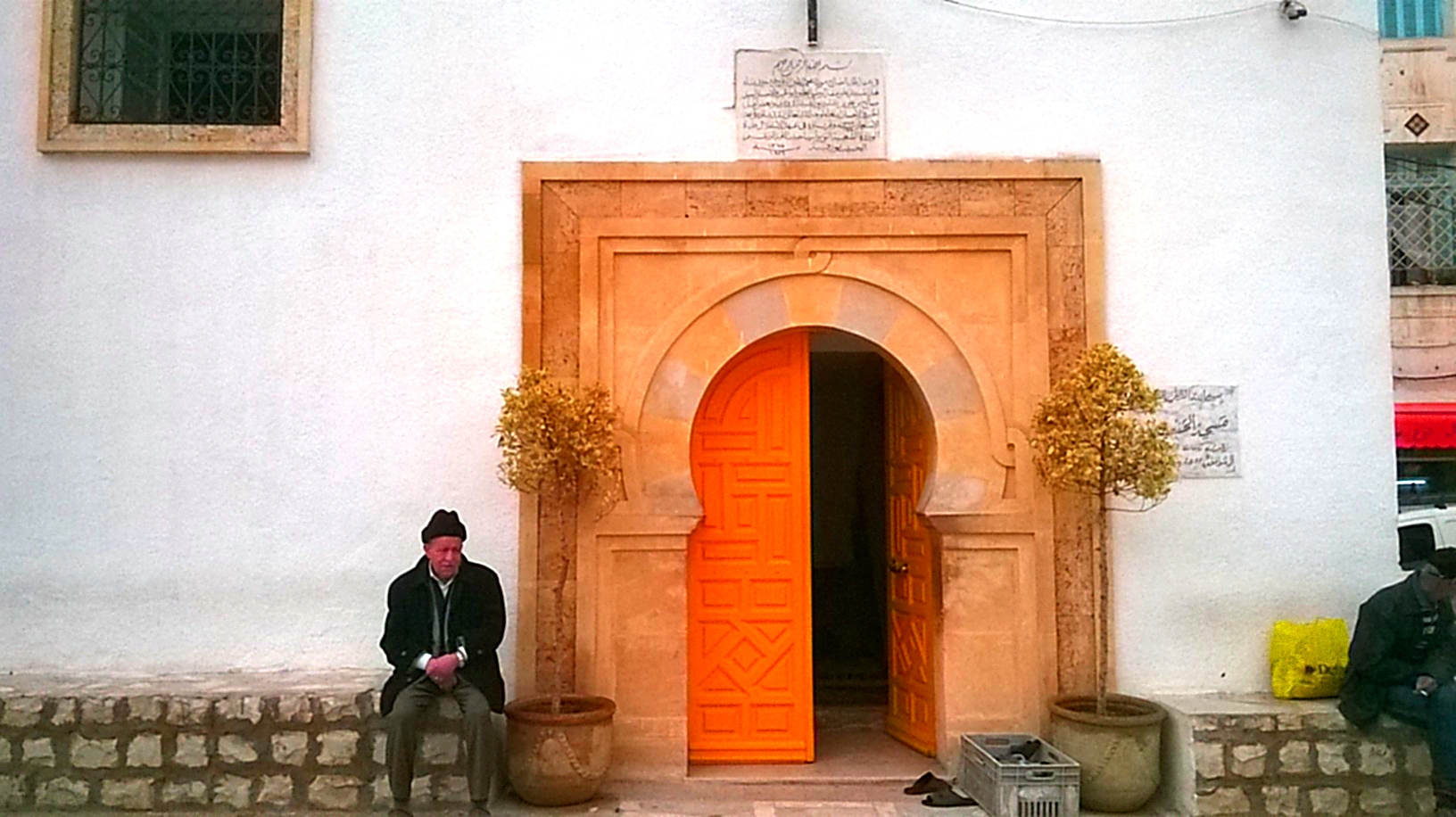
باب الدخول.
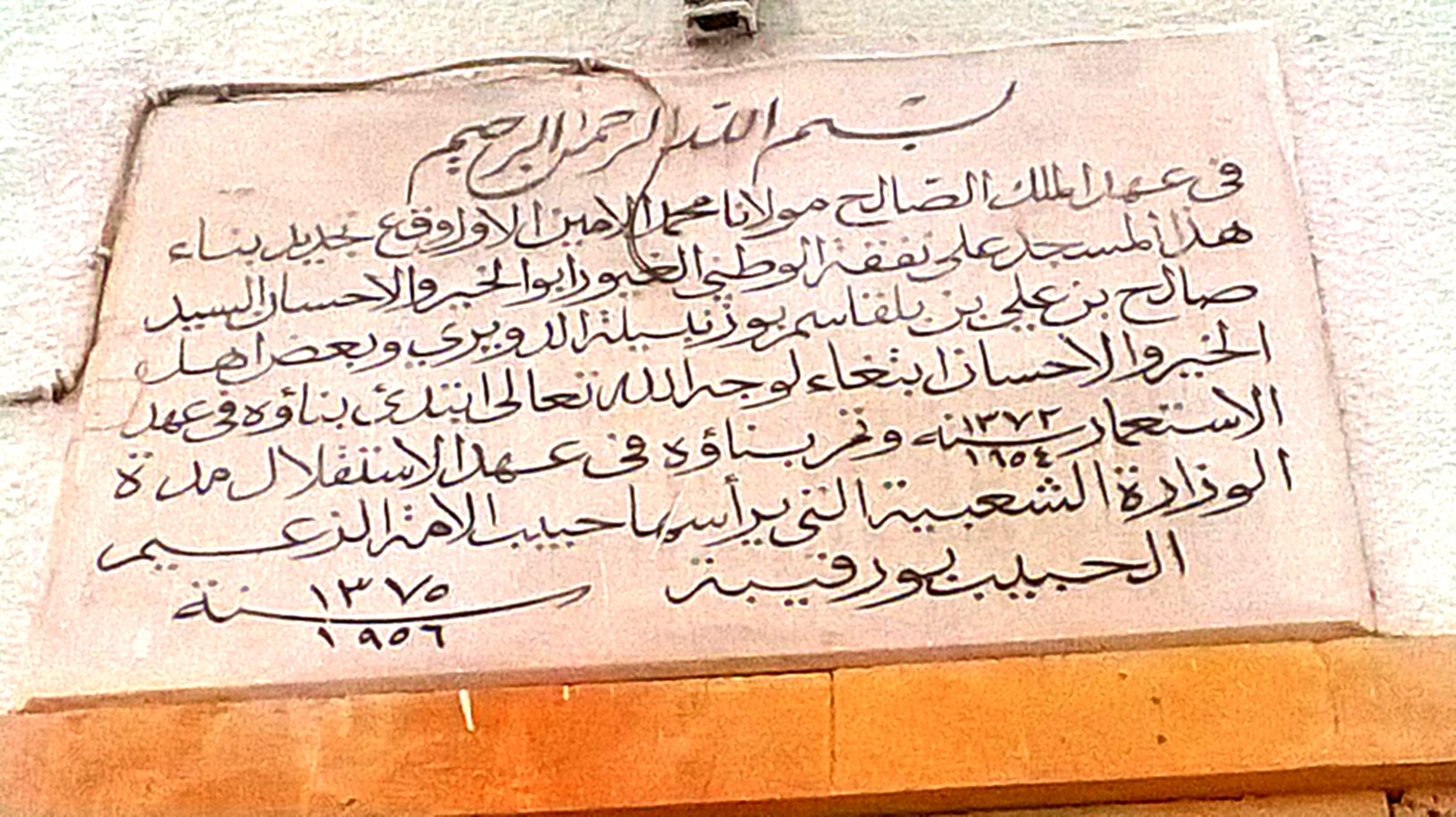
لوحة تذكارية للمسجد.
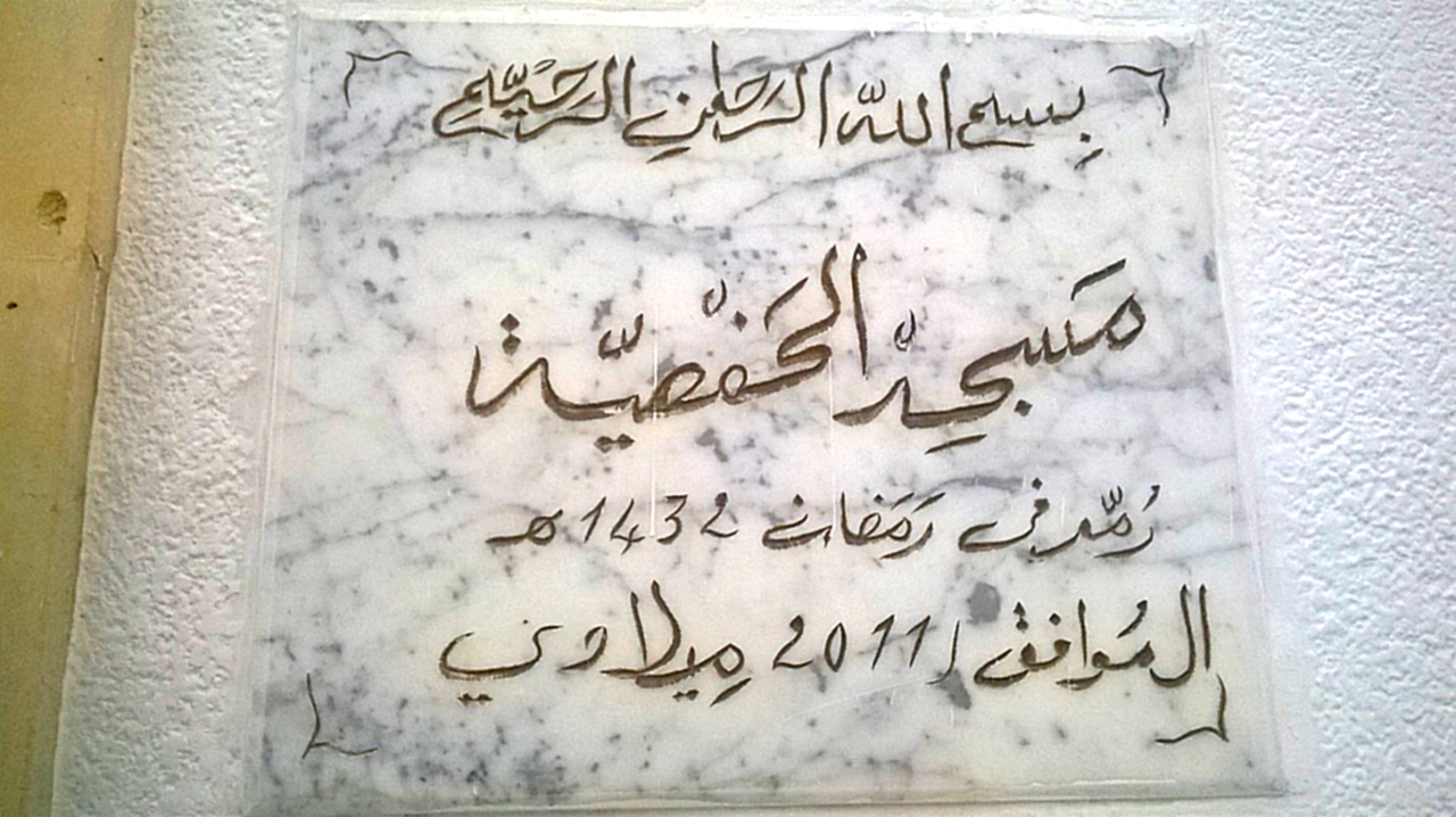
لوحة رخامية تشير إلى تاريخ ترميم.

## مقالات ذات صلة
- مساجد مدينة تونس